# Făgețelu (gmina)
Făgețelu – gmina w Rumunii, w okręgu Aluta. Obejmuje miejscowości Bâgești, Chilia, Făgețelu, Gruiu, Isaci i Pielcani. W 2011 roku liczyła 1219 mieszkańców.